# Ferrovie Armene
Le Ferrovie Armene, acronimo HYU, (in armeno Հայկական երկաթուղի?) è un'azienda ferroviaria della Armenia, interamente controllata dal governo. La sua rete ferroviaria si estende per 845 km, è elettrificata a 3000 volt in corrente continua, mentre lo scartamento adottato è quello largo di tipo russo da 1520 mm.
Le condizioni delle ferrovie armene sono precarie a causa della mancanza di investimenti. Dal crollo dell'Unione Sovietica, il materiale rotabile, i ponti e i viadotti non ricevono manutenzione.

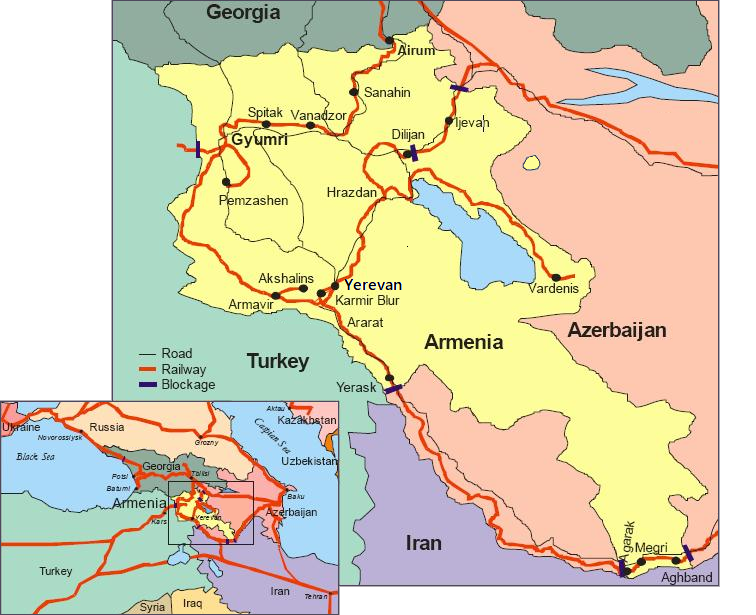
La rete ferroviaria dell'Armenia